# American Guerrilla in the Philippines
American Guerrilla in the Philippines is een Amerikaanse oorlogsfilm uit 1950 onder regie van Fritz Lang.

## Verhaal
In de zomer van 1942 wordt een Amerikaanse motorboot vernietigd door Japanse vliegtuigen. De overlevenden zoeken hun weg naar de kust. Hun commandant geeft hun het bevel om te splitsen, waarna Chuck zich opdeelt bij Jim en bereikt kolonel Benson. In een Amerikaanse missieschool op de Filipijnen ontmoet Chuck Jeanne Martinez. Ondertussen blijft hij proberen om per boot naar Australië te gaan.

## Rolverdeling
| Acteur           | Personage           |
| ---------------- | ------------------- |
| Tyrone Power     | Ensign Chuck Palmer |
| Micheline Presle | Jeanne Martinez     |
| Tom Ewell        | Jim Mitchell        |
| Orlando Martins  | Kolonel Benson      |